# Signing Off
Signing Off är den brittiska reggaegruppen UB40s första studioalbum. Det lanserades 1980 på skivbolaget Graduate Records och hade över en timmes speltid. I albumet ingick två skivor, där den ena var en 12-tums EP bland annat innehållandes den 12 minuter långa låten "Madam Medusa", som var bandets kommentar till Margaret Thatcher. Gruppen gjorde succé i hemlandet med albumet som nådde andraplatsen på brittiska albumlistan där det låg kvar i över ett år. Dess singel "Food for Thought" blev gruppens första hit. Det internationella genombrottet skulle dock dröja ytterligare några år.
Albumets omslag är en kopia av en brittisk ansökan om bidrag för arbetslöshet som stämplats med texten "Signing Off", "stämplar ut".
Skivan är det enda av gruppens album som finns med i boken 1001 album du måste höra innan du dör.

## Låtlista
(låtar utan angiven upphovsman komponerade av UB40)
1. "Tyler" – 5:51
2. "King" – 4:35
3. "12 Bar" – 4:24
4. "Burden of Shame" – 6:29
5. "Adella" – 3:28
6. "I Think It's Going to Rain Today" (Randy Newman) – 3:41
7. "25%" – 3:31
8. "Food for Thought" – 4:10
9. "Little by Little" – 3:44
10. "Signing Off" – 4:24
11. "Madam Medusa" – 12:52
12. "Strange Fruit" (Lewis Allan) – 4:05
13. "Reefer Madness" – 5:08